# Lewistown (Illinois)
Lewistown – miasto w Stanach Zjednoczonych, w stanie Illinois, w hrabstwie Fulton.